# Keta (Ghana)
Keta és una ciutat a la regió Volta de Ghana. És la capital del Districte Municipal de Keta. Keta és el 61è assentament més poblat de Ghana en termes de població, amb una població de 23.207 habitants. Parts de la ciutat van ser devastades per l'erosió del mar entre els anys 1960 i 1980.

## Història
Keta va ser fundada pels ewes anlo, un sub-grup dels ewes que, al segle xvii, van emigrar a la zona de Ketu, a Benín. Keta va ser un important lloc comercial entre el final dels segles XV i XX. La ciutat va atreure l'interès dels danesos, perquè sentien que podien establir una base aquí sense interferència de nacions europees rivals. La seva primera iniciativa va ser col·locar un factor en Keta per vendre alcohol. El 1792 va esclatar una guerra entre el regne d'Anlo (Anloga) i Keta. Davant l'amenaça de guerra entre el regne de Peki i una aliança dels aixantis i akwamus, la Societat Missionera d'Alemanya del Nord (també conegut com els Missioners de Bremen) va traslladar el focus de les seves activitats de Peki a Keta. Els seus missioners, Dauble i Plessing, van arribar a la propera vila de Dzelukofe el 2 de setembre de 1853. Històricament Keta també era coneguda com a Quittah.
Des de 1874 l'Hausa Constabulary (Policia) té base a Keta; aviat es va establir una comunitat de comerciants haussa a la ciutat.